# Fordington
Fordington var en civil parish fram till 1900 när blev den en del av Dorchester St Peter och Dorchester All Saints, i grevskapet Dorset, i England. Civil parish hade 5 088 invånare år 1891. Byar nämndes i Domedagsboken (Domesday Book) år 1086, och kallades då Fortitone.